# Laitse (przystanek kolejowy)
Laitse (est.: Laitse raudteepeatus) – przystanek kolejowy w Kaasiku, kilka km od Laitse, w prowincji Harjumaa, w Estonii]. Znajduje się na szerokotorowej linii Keila – Turba 43 km od dworca kolejowego w Tallinnie. Obsługiwany jest przez pociągi elektryczne Eesti Liinirongid.